# Velika Kostrevnica
Velika Kostrevnica este o localitate din comuna Šmartno pri Litiji, Slovenia, cu o populație de 195 de locuitori.